# Euphione squamosa
Euphione squamosa er en ledormeart, som først blev beskrevet af Delle Chiaje i 1827.  Euphione squamosa indgår i slægten Euphione og familien Polynoidae.
Artens udbredelsesområde er havet omkring New Zealand. Der kendes ingen underarter.